# داستان راهب پیر
داستان راهب پیر (انگلیسی: The Old Monk's Tale) فیلمی درام به کارگردانی جی. سیرل داولی است که در سال ۱۹۱۳ منتشر شد. این فیلم، نخستین بازی هارولد لوید در یک فیلم است که در نقش یک سرخپوست یاکی ظاهر شد.

## بازیگران
- بن اف. ویلسون
- جیمز گوردون
- چارلز ساتن
- هارولد لوید
- لورا سویر